# Ontologie : Herméneutique de la factivité
Pour des articles plus généraux, voir Martin Heidegger et La philosophie de Martin Heidegger.
Ontologie : Herméneutique de la factivité ou Ontologie: Hermeneutik der Faktizität , tome 63 de la  « Gesamtausgabe » , est un cours de Martin Heidegger délivré durant le semestre d'été de l'année 1923 à l'université de Fribourg en tant qu'assistant de Husserl. À cette époque la « vie factive » du Dasein (l'existence concrète) est au centre de ses recherches qui conduiront plus tard à l'élaboration de ses thèses fondamentales sur l'analytique existentiale d'Être et Temps. Il s'agit, à cette époque, d'arracher la  Métaphysique à son ancrage « onto-théologique »  pour la fonder sur la seule existence humaine. Le titre de cet ouvrage qui rapproche l'ontologie de l'herméneutique de la facticité, exprime la volonté de réinterpréter la « question de l'être » dans l'éclairage de l'expérience humaine. La démarche présuppose une nouvelle approche de l'herméneutique, la réouverture de la question de l'homme menant à la contestation des définitions antérieures ayant négligé le caractère temporel de l'existence et le poids du monde.

## Redéfinition de l'herméneutique
Avec Heidegger, l'herméneutique n'est plus à prendre au sens d'interprétation (comme chez Dilthey une science du comprendre à partir du sujet) mais une méthode qui vise à laisser la vie s'expliciter elle-même sans visée théorique préalable. Par cette herméneutique qui sera celle de la factivité du Dasein, autrement dit de « l'être-Là » en situation, le Dasein s'éveille à lui-même et à ses propres possibilités; il ne peut se sauver de lui-même (voir Jean Grondin). En tant que telle cette explicitation est un « comment » possible du comportement et du caractère d'être du Dasein, elle n'est donc pas un objet à interpréter ni un sujet interprétant.
Le thème de la recherche herméneutique est donc le Dasein le plus propre interrogé dans son caractère d'être pour tenter de configurer un état d'éveil à soi-même qui peut à vrai dire échouer. C'est cette possibilité d'ouverture à soi-même que même non réalisée Heidegger appelle Existence.

Dans cette visée apparaît une diversité de guises qui sont autant de possibilités d'être temporelles que Heidegger rassemble par affinité concrète sous le terme d’Existentiaux, qui sont la vie factive et qui ne se laissent expliciter qu'une fois vécus.

## Une problématique rouverte: la question de l'homme
En tout début du cours, Heidegger avait donné une définition rapide de ce qu'il entendait par « Factif », la factivité désigne le caractère d'être de notre propre Dasein en tant qu'il est Ainsi maintenant, à partir de soi-même, qu'il est Là dans une certaine expressivité de son caractère qui lui appartient en propre en vertu de son caractère d'être. Nous sommes loin des visions traditionnelles de l'homme, c'est pourquoi Heidegger utilise le terme de Dasein.
- L'homme biblique et théologique : nombreuses approches qui toutes font référence à Dieu et à la possible ressemblance de l'homme avec lui. C'est donc à partir de caractéristiques extérieures que cette question de la nature de l'homme est abordée comme une peinture, un panorama, un roman[5].
- L'animal rationnel : la confusion continue d'être entretenue même en ajoutant le concept de "personne", car l'homme reste toujours prisonnier de catégories inadaptées, comme les autres étants qui sont aussi sur le mode de la vie. La conception chrétienne a non seulement accueilli les conséquences de la Métaphysique d'Aristote mais en a amplifié les traits (substance, qualités, relation).
- L'homme factif : ici l'homme est interrogé dans son caractère d'être en propre dans le Là qui est à chaque fois le sien, c'est-à-dire, dans le quotidien, dans son monde (p.53)[4], ce qui implique selon Heidegger l'éveil du Dasein au présent de « ce qui est de prime abord », au On, à l'être-avec les autres. Ce qui est « au présent est de prime abord » Heidegger le nomme l'Aujourd'hui qui ne peut être ontologiquement élucidé sans que ne soit rendu visible la Temporalité du Dasein.

Qu'en est-il de son mode d'être le plus courant ? Le Dasein se comprend le plus souvent à travers un discours moyen, un verbiage dont il vit et qui dirige sa vie en lui disant comment voir les choses et jusqu'où il peut aller (p.55). Cette représentation de soi-même est, pour Heidegger, un masque derrière lequel il cache son angoisse.

## Considérations générales et méthode
1. la méthode phénoménologique
2. Le concept de Dasein comme être-au-monde
3. le monde comme significativité
4. le monde dans sa quotidienneté